# Fabien Pinckaers
Fabien Pinckaers, né le 4 mai 1979 à Ottignies, est un chef d'entreprise, milliardaire, et informaticien belge.

## Biographie
Fabien Pinckaers, né en 1979, est le fils de Michel Pinckaers, antiquaire, et de Françoise Richel. Il est marié et a deux enfants,. 
Il écrit un premier logiciel de gestion pour une société de taxis bruxelloise, qu'il revend ensuite.
Il suit des études d'ingénieur civil informaticien à l'UCLouvain et vend des antiquités aux enchères en ligne, puis des tee-shirts par correspondance pendant ses études. En 2002, toujours étudiant, il fonde la société TinyERP, qui sera rebaptisée plus tard OpenERP, puis finalement Odoo, dédiée à l'édition d'un logiciel ERP. Il s'y consacre alors à plein temps.
Entre 2015 et 2017, il déménage à San Francisco avec sa famille, pour s'occuper de la filiale américaine d'Odoo qui se porte mal, et revient ensuite en Belgique.
Le succès venant, il est parfois appelé « le Steve Jobs wallon ».
Dès 2021, Odoo est la première entreprise wallonne a atteindre le statut de licorne. En novembre 2024, Odoo est valorisée à plus de 5 milliards d'euros. Fabien Pinckaers en est toujours le CEO et principal actionnaire.
Odoo compte plusieurs bureaux à San Francisco, Mexico, Hong Kong, Dubaï et Gujarat en Inde. Fabien Pinckaers s'est expatrié temporairement en 2023-2024 à Gandhinagar en Inde pour développer une filiale,.

## Prises de position publiques
Lors de ses nombreuses interviews médiatiques, Fabien Pinckaers encourage l'apprentissage de la programmation aux jeunes élèves,. Il considère que les écoles belges francophones sont de bonne qualité mais ne diplôment pas assez d'informaticiens.
Selon Fabien Pinckaers, « les syndicats sont ringards en 2018 ».

## Distinctions
- 2021 : ICT Personality of the Year, décernée par le magazine Data News[4].
- 2021 :  Officier du Mérite wallon (O.M.W.)[11].
- 2020 : Manager de l'année, décerné par le magazine Trends-Tendances[5].